# 자발성 세균성 복막염
자발성 세균성 복막염(spontaneous bacterial peritonitis, SBP)은 뚜렷한 감염원이 확인되지 않는데 복막에 세균이 감염되는 질환을 말한다. 복막액의 부피가 증가하여 복수가 차 있을 때, 복수가 감염되어 염증이 생기는 경우를 특별히 자발성 세균성 복막염이라고 한다. 복수가 생기는 가장 흔한 원인은 간경변증의 합병증이다. 신증후군 환자에서 자발성 세균성 복막염이 생기기도 한다. 사망률이 높은 질환이다.
SBP를 진단하기 위해서는 복막천자를 통해 복강 안에 들어 있는 복막액을 얻어야 한다. 복막액 내에 호중구가 250/µL보다 많이 존재한다면 감염이 있는 것으로 진단하여 배양 검사 결과를 기다리지 않고 항생제를 투여한다. 항생제에 더해 알부민도 함께 투여되는 경우가 많다.
콩팥의 기능 이상과 간의 기능 부전이 나타나 생명을 위협할 수 있는 간신증후군 등이 자발성 세균성 복막염에 의해 촉발될 수 있다. SBP 환자의 약 30%에서 콩팥의 기능 장애가 발생하며, 이는 SBP 환자의 사망률을 예측하는 강력한 지표 중 하나이다. 콩팥의 기능 장애가 발생하는 소견이 관찰될 경우 알부민을 함께 투여한다.
진균의 감염에 의해 자발성 진균성 복막염(spontaneous fungal peritonitis, SFP)이 발생하기도 하며, 세균 감염과 간혹 동반되기도 한다.

## 증상과 징후
자발성 세균성 복막염의 증상과 징후에는 발열, 오한, 구역질, 구토, 복통, 복부의 압통, 전신의 권태감, 의식저하, 복수의 악화 등이 있다. 환자의 13% 정도에서는 아무 증상과 징후가 나타나지 않는다. 급성이나 만성 간부전에서 자발성 세균성 복막염은 간성 뇌증의 주된 촉발 요인이며, 만일 간성 뇌증이 생긴 환자에서 다른 명확한 원인이 발견되지 않을 경우 SBP를 의심해 볼 수 있다.
증상은 자발성 진균성 복막염에서도 비슷하여 감별진단이 어려운 경우도 있다. 진단이 늦어지면 적절한 항진균제 사용도 지연되어 사망률이 높아질 수 있다.

## 원인
SBP는 그람 음성균인 대장균(E. coli)이 가장 흔한 원인균이며, 그 뒤를 클렙시엘라(Klebsiella) 세균들이 따른다. 그람 양성균 중 흔한 원인균으로는 연쇄상구균(Streptococcus), 포도상구균(Staphylococcus), 장내구균(Enterococcus) 등이 있다. 원인균 중 그람 양성균이 차지하는 비율이 점차 증가하고 있다.
자발성 세균 감염을 항생제로 치료한 뒤 자발성 진균 감염이 종종 뒤따라 발생한다. 항생제를 사용할 경우 장내미생물군에서 진균이 과도하게 많아져 복강 내로 전위될 수 있다. 진균의 크기는 세균보다 훨씬 크지만, 간경변증 후기의 환자들에서는 장 투과성이 증가한 상태이기 때문에 진균이 전위되기 쉬워진다. 자발성 진균성 복막염의 가장 흔한 원인은 칸디다속의 진균으로, 특히 그 중에서도 칸디다 알비칸스(Candida albicans)로 인한 경우가 가장 많다.

## 병태생리학
H2 수용체 길항제와 양성자 펌프 억제제는 위의 위산 분비를 억제시키거나 감소시키는 약물이다. 간경변증 치료에 있어 이 약물들을 사용하면 SBP 발생률이 증가한다. 세균 전위는 SBP 발생에 있어 핵심적인 기전으로 생각된다. 소장 세균 과다증식(SIBO)은 다수의 간경변증 환자에서 발견되며, 세균 전위와 관련되어 있을 수 있다.
중증의 급성 또는 만성 간질환 환자는 보체계가 결핍된 경우가 종종 있으며, 호중구와 망상내피계 등의 기능 장애가 있는 경우도 있다.
복수 단백질 농도가 1g/dL 미만인 환자는 그보다 농도가 높은 환자에 비해 SBP의 발생률이 10배 높은 것으로 밝혀져 있다. 복수가 가지는 옵소닌으로서의 항균 활성은 복수의 단백질 농도와 밀접하게 관련되어 있다고 여겨진다. 추가적인 연구를 통해 복수 단백질 농도가 SBP의 첫 번째 발생을 예측하는 데에 가장 좋은 인자라는 것이 확인되었다.
신증후군의 경우, SBP가 소아에서는 자주 발생하지만 성인에서는 아주 드물게 발생한다.

## 진단
복막의 감염은 염증 반응을 일으켜 복막액 내의 호중구 수를 증가시킨다. 복막액을 세침흡인하는 복막천자를 통해 SBP를 진단하는데, 복막천자 결과 호중구가 250/mm3 또는 250 x106/L보다 많은 경우 진단이 가능하다. 이때 다른 내부 장기나 위장관 천공 등 호중구 수를 증가시킬 수 있는 다른 이유가 없어야 한다. 이때 딥스틱 검사나 자동세포측정기를 통해 복수 감염의 조기진단율을 높일 수 있다.
세균을 동정하기 위해 복막액에서 배양을 실시할 수 있다. 무균 용기에 담아 표본을 보냈을 때, 표본의 약 40%에서 원인 미생물이 동정된다. 표본을 배양 배지가 담긴 병에 담아 보내는 경우 검사의 민감도가 72~90%까지 올라간다.

## 예방
모든 간경변증 환자는 다음의 조건을 만족할 시 항생제 (경구 플루오로퀴놀론인 노르플록사신) 사용으로 이득이 될 수 있다.
- 복수 단백질 <1.0 g/dL.[21] 복수 단백질이 15 g/L 미만이고, 차일드-푸 점수가 9점 이상이거나 콩팥 기능이 손상된 환자도 이득이 될 수 있다.[25]
- SBP의 과거력[26]

입원 상태인 간경변증 환자는 다음의 조건을 만족할 시 예방 목적의 항생제를 투여 받아야 한다.
- 식도정맥류로 인한 출혈이 있는 경우[27]

간경변증 환자에서 리팍시민을 사용한 연구에서는 리팍시민이 자발성 세균성 복막염 예방에 효과적일 수 있다고 주장했다.

## 치료

### 항생제
간경변증 환자의 자발성 세균성 복막염에 대해서는 일반적으로 3세대 세팔로스포린이 표준적인 경험적 항생제로 사용된다. 임상에서는 SBP의 치료 약제로 세포탁심을 사용할 수 있다. SBP가 확인된 후에는 대개 경과 관찰을 위해 입원하도록 하며 정맥 주사로 항생제를 투여한다. 세포탁심을 대체하여 세프트리악손, 세포니시드를 사용할 수도 있다.
간신증후군으로 진행 가능한 콩팥 기능 이상의 위험이 있을 경우, 정맥으로 알부민을 대개 투여한다. 감염이 잘 조절되고 있는지 확인하기 위해 48시간 뒤에 복막천자를 다시 실시할 수 있다. SBP에서 한번 회복한 뒤에는 예방적 항생제가 권장된다

### 위장운동촉진제
항생제에 위장운동촉진제를 추가하여 자발성 세균성 복막염 발생률을 낮출 수 있는데, 이는 소장 세균 과다증식을 줄이기 때문일 수 있다.

### 정맥 알부민
한 무작위 배정 임상시험(RCT)에서는 입원 당일과 3일째에 정맥 알부민을 투여하여 콩팥 손상을 감소시킬 수 있다고 보고하였다.

## 역학
복수가 있는 환자 중 루틴으로 복막천자를 받은 경우, 활동성 SBP의 유병률은 입원 당시 10~27%로 집계되었다.

## 역사
1964년 해럴드 O. 콘 (Harold O. Conn)이 처음으로 자발성 세균성 복막염에 관하여 기술하였다.